# Ocotea

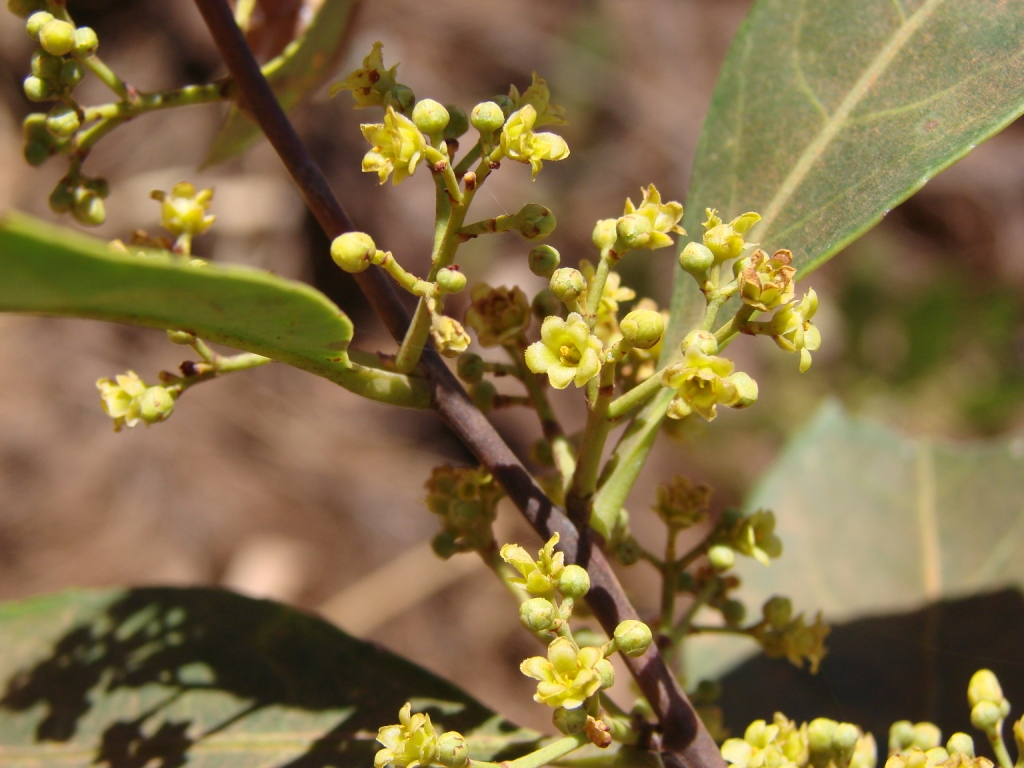
Kwiaty Ocotea aciphylla

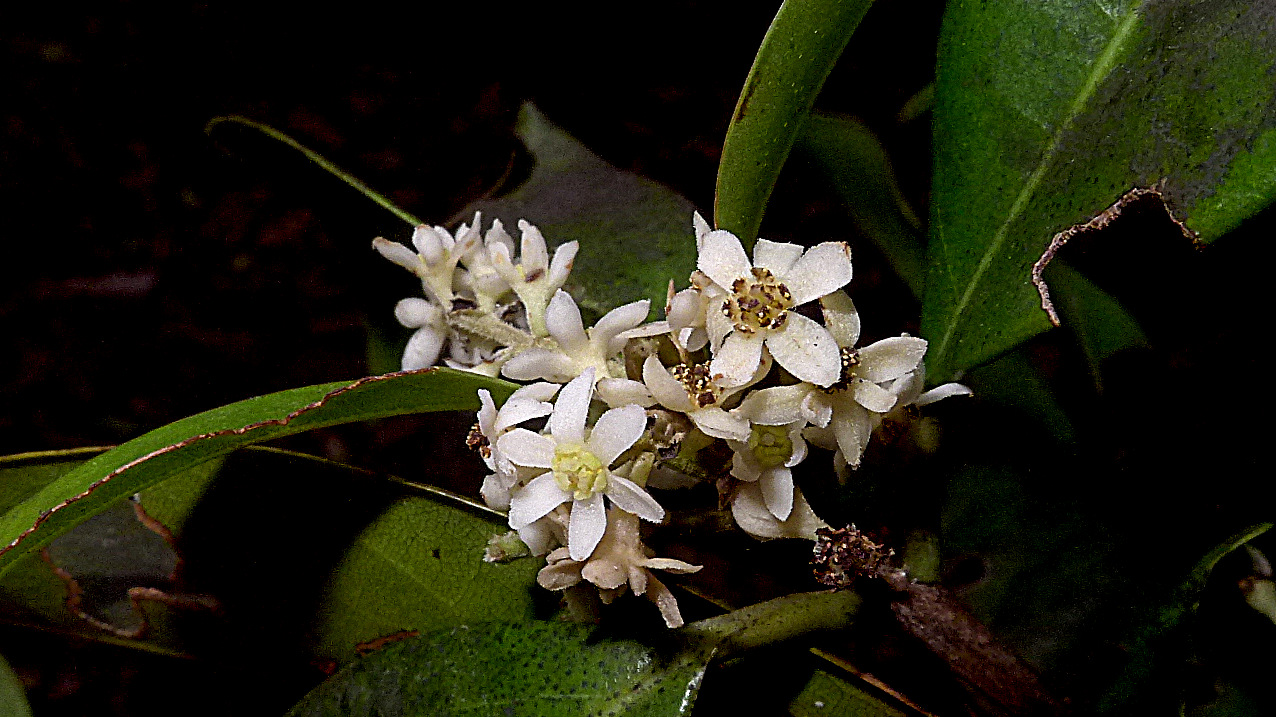
Ocotea fasciculata

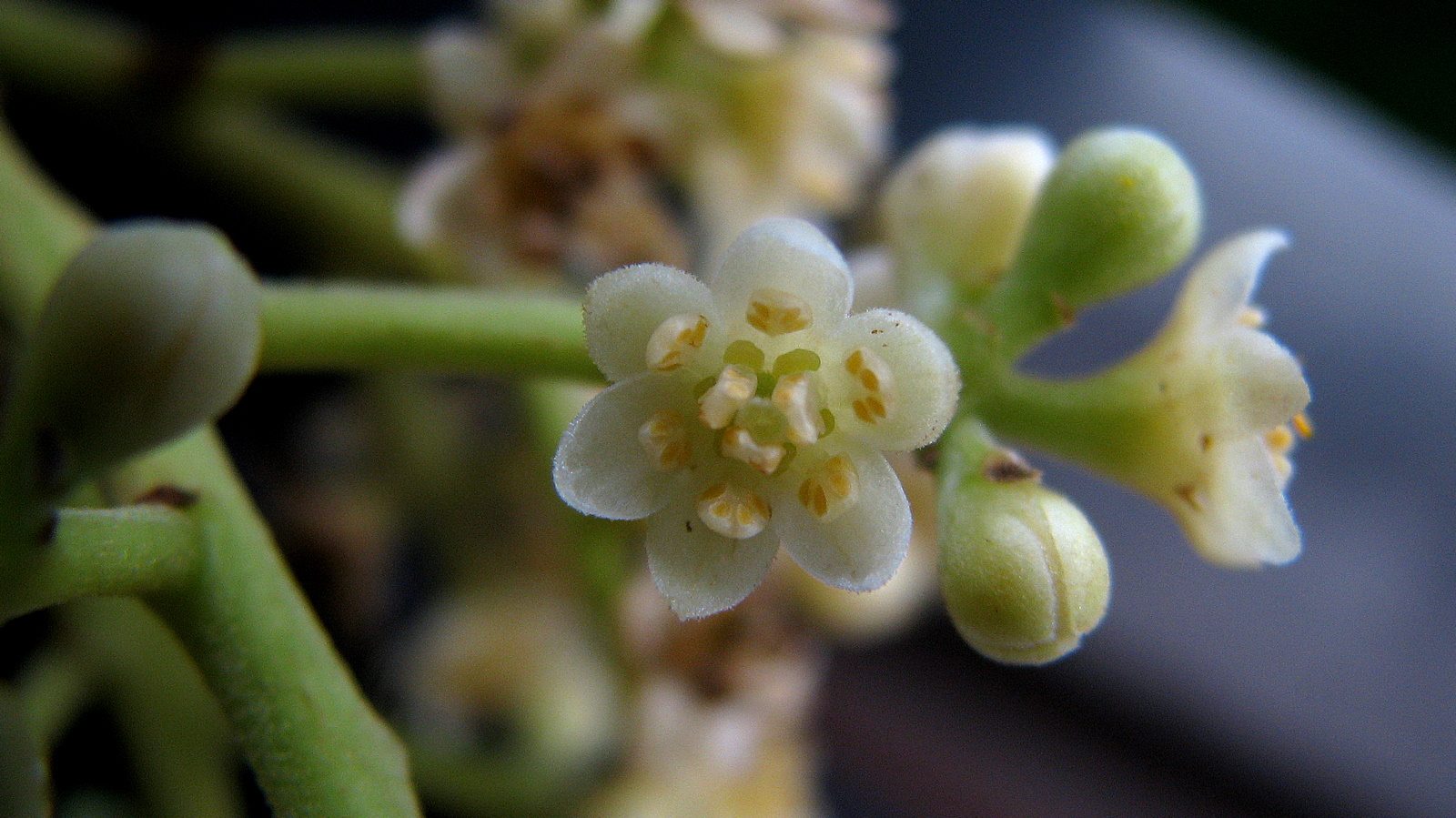
Ocotea lancifolia

Ocotea – rodzaj roślin z rodziny wawrzynowatych Lauraceae. Obejmuje ok. 200 do ponad 400 gatunków. Rośliny te występują w tropikalnej i znajdującej się pod wpływem ciepłego klimatu umiarkowanego częściach obu kontynentów amerykańskich (tylko w Peru rośnie 60 gatunków, a w Brazylii – 170), jeden gatunek (O. foetens) rośnie na Maderze, 7 gatunków w południowej Afryce, 30 na Madagaskarze i Maskarenach. Takson ten, obok Guatteria i Inga, jest najbardziej zróżnicowanym rodzajem drzewiastym w neotropiku. Liczne gatunki wykorzystywane są jako źródło surowca drzewnego, przy czym niektóre z powodu nadmiernej eksploatacji stały się roślinami zagrożonymi. Olejek eteryczny zawierający aldehyd cynamonowy z gatunku O. quixos spowodował u członków wyprawy Francisco de Orellana wizje obecności Amazonek nad rzeką nazwaną początkowo Rio Orellana, a ostatecznie z powodu wrażenia zamieszkiwania plemion wojowniczek na jej brzegach nazwanej Amazonką. Rośliny z tego rodzaju stanowią istotne źródło wielu substancji czynnych.

## Morfologia
Drzewa zróżnicowane morfologicznie. Liście pojedyncze, pierzasto użyłkowane. Kwiaty obupłciowe lub jednopłciowe, zebrane w wiechy, trzykrotne. Listki okwiatu równej długości, trwałe u części gatunków. Pręcików jest 9 w trzech okółkach. Owoce bardzo zmienne w kształcie i wielkości.

## Systematyka

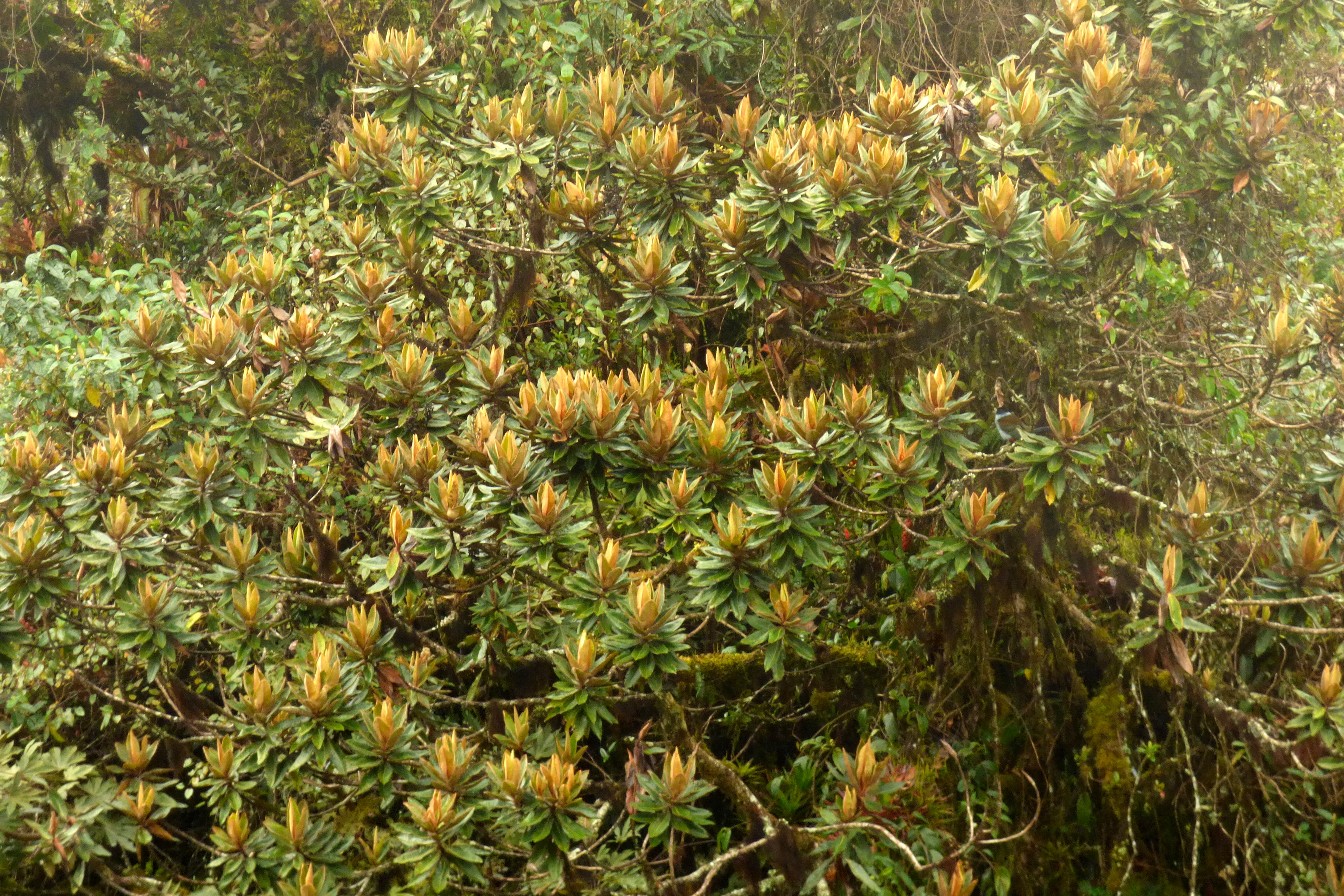
Pokrój Ocotea sericea

Rodzaj z rodziny wawrzynowatych Lauraceae. Takson nie jest monofiletyczny.
Wykaz gatunków
- Ocotea abbreviata Schwacke & Mez
- Ocotea aciphylla (Nees & Mart.) Mez
- Ocotea acuminatissima (Lundell) Rohwer
- Ocotea acutangula (Miq.) Mez
- Ocotea acutifolia (Nees) Mez
- Ocotea adela van der Werff
- Ocotea adenotrachelium (Nees) Mez
- Ocotea alata van der Werff
- Ocotea albescens Vattimo
- Ocotea albida Mez & Rusby
- Ocotea albigemma C.K.Allen
- Ocotea albopunctulata Mez
- Ocotea alnifolia (Meisn.) Mez
- Ocotea amazonica (Meisn.) Mez
- Ocotea amplifolia (Mez & Donn. Sm.) van der Werff
- Ocotea amplissima Mez
- Ocotea aniboides Mez
- Ocotea architectorum Mez
- Ocotea arcuata Rohwer
- Ocotea arenaria van der Werff
- Ocotea argentea Mez
- Ocotea argyrophylla Ducke
- Ocotea arnottiana (Nees) van der Werff
- Ocotea atacta Lorea-Hern.
- Ocotea atirrensis Mez & Donn.Sm.
- Ocotea atlantica van der Werff
- Ocotea atrata C.K.Allen
- Ocotea aurantiodora (Ruiz & Pav.) Mez
- Ocotea auriculata Lasser
- Ocotea auriculiformis Kosterm.
- Ocotea austinii C.K.Allen
- Ocotea badia van der Werff
- Ocotea bajapazensis Lundell
- Ocotea balanocarpa (Ruiz & Pav.) Mez
- Ocotea bangii Mez & Rusby ex Rusby
- Ocotea barbatula Lundell
- Ocotea barbellata Vattimo
- Ocotea basicordatifolia Vattimo-Gil
- Ocotea basirecurva C.K.Allen
- Ocotea benthamiana Mez
- Ocotea bernoulliana Mez
- Ocotea betazensis (Mez) van der Werff
- Ocotea beulahiae Baitello
- Ocotea beyrichii (Nees) Mez
- Ocotea bijuga (Rottb.) Bernardi
- Ocotea blanchetii (Meisn.) Mez
- Ocotea bofo Kunth
- Ocotea boissieriana (Meisn.) Mez
- Ocotea botrantha Rohwer
- Ocotea bourgeauviana (Mez) van der Werff
- Ocotea brachybotra (Meisn.) Mez
- Ocotea bracteolata (Nees) Mez
- Ocotea bracteosa (Meisn.) Mez
- Ocotea bragae Coe-Teix.
- Ocotea brenesii Standl.
- Ocotea brevipes Kosterm.
- Ocotea bullata (Burch.) E. Meyer in Drege
- Ocotea caesia Mez
- Ocotea calliscypha L.C.S. Assis & Mello-Silva
- Ocotea camphoromoea Rohwer
- Ocotea canaliculata (Rich.) Mez
- Ocotea candidovillosa Lorea-Hern.
- Ocotea caniflora Mez
- Ocotea cantareirae Vattimo
- Ocotea capuronii Kosterm.
- Ocotea carabobensis Lasser
- Ocotea caracasana (Nees) Mez
- Ocotea cardinalis Mez
- Ocotea catharinensis Mez
- Ocotea caudatifolia Kosterm.
- Ocotea ceanothifolia (Nees) Mez
- Ocotea cernua (Nees) Mez
- Ocotea chiapensis (Lundell) Standl. & Steyerm.
- Ocotea chrysobalanoides (Lundell) Lundell
- Ocotea ciliata L.C.S. Assis & Mello-Silva
- Ocotea cinerea van der Werff
- Ocotea citrosmoides (Nees) Mez
- Ocotea clavigera Mez
- Ocotea comoriensis Kosterm.
- Ocotea confertiflora (Meisn.) Mez
- Ocotea congestifolia Lasser
- Ocotea congregata van der Werff
- Ocotea contrerasii Lundell
- Ocotea corethroides Kosterm.
- Ocotea corrugata van der Werff
- Ocotea corymbosa (Meisn.) Mez
- Ocotea cowaniana C.K.Allen
- Ocotea crassifolia (Nees) Mez
- Ocotea crassiramula C.K.Allen
- Ocotea cryptocarpa Baitello
- Ocotea cryptocaryoides Kosterm.
- Ocotea cujumary Mart.
- Ocotea cuneata (Griseb.) M. Gómez
- Ocotea cuneifolia (Ruiz & Pav.) Mez
- Ocotea cupularis (Lam.) Cordem.
- Ocotea curucutuensis Baitello
- Ocotea cymbarum Kunth
- Ocotea cymosa (Nees) Palacky
- Ocotea daphnifolia (Meisn.) Mez
- Ocotea darcyi van der Werff
- Ocotea debilis Mez
- Ocotea deflexa (Meisn.) Rohwer
- Ocotea delicata Vicent.
- Ocotea dendrodaphne Mez
- Ocotea densiflora (Meisn.) Mez
- Ocotea dentata van der Werff
- Ocotea depauperata C.K.Allen
- Ocotea dielsiana O.C. Schmidt
- Ocotea diffusa van der Werff
- Ocotea diospyrifolia (Meisn.) Mez
- Ocotea discrepens C.K.Allen
- Ocotea disjuncta Lorea-Hern.
- Ocotea dispersa (Nees & Mart.) Mez
- Ocotea divaricata (Nees) Mez
- Ocotea domatiata Mez
- Ocotea dominicana (Meisn.) R.A. Howard
- Ocotea douradensis Vatt.
- Ocotea duidensis Moldenke
- Ocotea duplocolorata Vattimo
- Ocotea effusa (Meisn.) Hemsl.
- Ocotea elliptica Kosterm.
- Ocotea endresiana Mez
- Ocotea erectifolia (C.K.Allen) van der Werff
- Ocotea eriothyrsa Kosterm.
- Ocotea esmeraldana Moldenke
- Ocotea eucuneata Lundell
- Ocotea euvenosa Lundell
- Ocotea fasciculata (Nees) Mez
- Ocotea faucherei (Danguy) Kosterm.
- Ocotea felix Coe-Teix.
- Ocotea fendleri (Meisn.) Rohwer
- Ocotea flavantha van der Werff
- Ocotea floribunda (Sw.) Mez
- Ocotea foetens (Aiton) Baill.
- Ocotea foveolata Kosterm.
- Ocotea fragrantissima Ducke
- Ocotea froesii A.C.Sm.
- Ocotea frondosa (Meisn.) Mez
- Ocotea fulvescens Standl. & L.O.Williams
- Ocotea gabonensis Fouilloy
- Ocotea gardneri (Meisn.) Mez
- Ocotea glabra van der Werff
- Ocotea glauca (Nees & Mart.) Mez
- Ocotea glaucina (Meisn.) Mez
- Ocotea glaucophylla Moldenke
- Ocotea glaucosericea Rohwer
- Ocotea glaziovii Mez
- Ocotea glomerata (Nees) Mez
- Ocotea gomezii W.C.Burger
- Ocotea gordonii van der Werff
- Ocotea gracilis (Meisn.) Mez
- Ocotea grayi van der Werff
- Ocotea guatemalensis Lundell
- Ocotea guianensis Aubl.
- Ocotea haberi van der Werff
- Ocotea hartshorniana Hammel
- Ocotea helicterifolia (Meisn.) Hemsl.
- Ocotea hemsleyana Mez
- Ocotea heribertoi T. Wendt
- Ocotea heterochroma Mez & Sodiro
- Ocotea heydeana (Mez & Donn.Sm.) Bernardi
- Ocotea hirtandra van der Werff
- Ocotea holdridgeana W.C.Burger
- Ocotea huberi van der Werff
- Ocotea hueckii Bernardi
- Ocotea humbertii Kosterm.
- Ocotea humblotii Baill.
- Ocotea hypoglauca (Nees & Mart.) Mez
- Ocotea ikonyokpe van der Werff
- Ocotea illustris Rusby
- Ocotea immersa van der Werff
- Ocotea indecora (Schott) Mez
- Ocotea indirectinervia C.K. Allen
- Ocotea infrafoveolata van der Werff
- Ocotea inhauba Coe-Teix.
- Ocotea insignis Mez
- Ocotea insularis (Meisn.) Mez
- Ocotea involuta Kosterm.
- Ocotea iridescens Lorea-Hern. & van der Werff
- Ocotea itatiaiae Vattimo-Gil
- Ocotea jacobinae (Meisn.) Mez
- Ocotea jacquinii (Meisn.) Mez
- Ocotea japonica (Garsault) Thell.
- Ocotea javitensis (Kunth) Pittier
- Ocotea jefensis van der Werff
- Ocotea jelskii Mez
- Ocotea jorge-escobarii C.Nelson
- Ocotea julianii van der Werff
- Ocotea jumbillensis O.C. Schmidt
- Ocotea karsteniana Mez
- Ocotea kenyensis (Chiov.) Robyns & R.Wilczek
- Ocotea keriana A.C. Sm.
- Ocotea killipii A.C. Sm.
- Ocotea klepperae van der Werff
- Ocotea klotzschiana (Nees) Hemsl.
- Ocotea laetevirens Standl. & Steyerm.
- Ocotea laevigata (Meisn.) Marais
- Ocotea lanata (Nees & Mart.) Mez
- Ocotea lancifolia (Schott) Mez
- Ocotea langsdorffii (Meisn.) Mez
- Ocotea laticostata C.K.Allen
- Ocotea laxa (Nees) Mez
- Ocotea laxiflora (Meisn.) Mez
- Ocotea lenitae van der Werff
- Ocotea lentii W.C.Burger
- Ocotea leptobotra (Ruiz & Pav.) Mez
- Ocotea leucophloea (Nees) L.C.S. Assis & Mello-Silva
- Ocotea leucoxylon (Sw.) Laness.
- Ocotea licanioides A.C. Sm.
- Ocotea liesneri van der Werff
- Ocotea ligulata van der Werff
- Ocotea limae Vattimo
- Ocotea litsaeifolia (Meisn.) Mez
- Ocotea lobbii (Meisn.) Rohwer
- Ocotea loefgrenii Vattimo-Gil
- Ocotea longifolia Kunth
- Ocotea longipedicellata van der Werff
- Ocotea macrantha van der Werff
- Ocotea macrocarpa Kosterm.
- Ocotea macrophylla Kunth
- Ocotea macropoda (Kunth) Mez
- Ocotea madagascariensis (Meisn.) Palacky
- Ocotea magnifica O.C. Schmidt
- Ocotea magnifolia (Lundell) Lundell
- Ocotea malcomberi van der Werff
- Ocotea mandonii Mez
- Ocotea maranguapensis Vattimo-Gil
- Ocotea marcescens L.C.S. Assis & Mello-Silva
- Ocotea marginata (Nees) Palacky
- Ocotea marmellensis Mez
- Ocotea mascarena (Buchoz) Kosterm.
- Ocotea matogrossensis Vatt.
- Ocotea matudae Lundell
- Ocotea megacarpa van der Werff
- Ocotea megaphylla (Meisn.) Mez
- Ocotea meyendorffiana (Meisn.) Mez
- Ocotea meziana C.K.Allen
- Ocotea micans Mez
- Ocotea michelsonii Robyns & R. Wilczek
- Ocotea microbotrys (Meisn.) Mez
- Ocotea microneura (Meisn.) Rohwer
- Ocotea minarum (Nees & Mart.) Mez
- Ocotea minor Vicent.
- Ocotea minutiflora O.C. Schmidt
- Ocotea mollicella (S.F.Blake) van der Werff
- Ocotea mollifolia Mez & Pittier
- Ocotea montana (Meisn.) Mez
- Ocotea monteverdensis W.C. Burger
- Ocotea monzonensis Mez
- Ocotea morae Gómez-Laur.
- Ocotea moschata (Meisn.) Mez
- Ocotea mosenii Mez
- Ocotea mucosa (Nees) Hemsl.
- Ocotea mucronata (Poir.) Kosterm.
- Ocotea multiflora van der Werff
- Ocotea multiglandulosa (Ruiz & Pav.) Mez
- Ocotea multinervis van der Werff
- Ocotea munacensis O.C. Schmidt
- Ocotea myriantha (Meisn.) Mez
- Ocotea neblinae C.K.Allen
- Ocotea nectandrifolia Mez
- Ocotea neesiana (Miq.) Kosterm.
- Ocotea nervosa Kosterm.
- Ocotea nigra Benoist
- Ocotea nigrescens Vicent.
- Ocotea nigrita (Lundell) Lundell
- Ocotea nilssonii C.K.Allen
- Ocotea nitida (Meisn.) Rohwer
- Ocotea notata (Nees & Mart.) Mez
- Ocotea nummularia (Meisn.) Mez
- Ocotea nutans (Nees) Mez
- Ocotea obliqua Vicent.
- Ocotea oblonga (Meisn.) Mez
- Ocotea oblongifolia van der Werff
- Ocotea oblongo-obovata (Nees) Rohwer
- Ocotea obovata (Ruiz & Pav.) Mez
- Ocotea obtusata (Nees) Kosterm.
- Ocotea obtusifolia Kunth
- Ocotea odorata (Meisn.) Mez
- Ocotea odorifera (Vell.) Rohwer
- Ocotea olivacea A.C.Sm.
- Ocotea oocarpa Mez & Sodiro
- Ocotea oppositifolia S. Yasuda
- Ocotea ottoschmidtii J.F. Macbr.
- Ocotea otuzcensis O.C. Schmidt
- Ocotea ovalifolia (Ruiz & Pav.) Mez
- Ocotea pachypoda Mez & Sodiro
- Ocotea pacifica van der Werff
- Ocotea panurensis (Meisn.) Kosterm.
- Ocotea parvula (Lundell) van der Werff
- Ocotea patula van der Werff
- Ocotea pauciflora (Nees) Mez
- Ocotea pausiaca Rohwer
- Ocotea pentagona Mez
- Ocotea percoriacea Kosterm.
- Ocotea percurrens Vicent.
- Ocotea perforata Kosterm.
- Ocotea perrobusta (C.K.Allen) Rohwer
- Ocotea petalanthera (Meisn.) Mez
- Ocotea pharomachrosorum Gómez-Laur.
- Ocotea pittieri (Mez) van der Werff
- Ocotea piurensis Mez
- Ocotea platyphylla (Lundell) Rohwer
- Ocotea pluridomatiata A. Quinet
- Ocotea polyantha (Nees & Mart.) Mez
- Ocotea pomaderroides (Meisn.) Mez
- Ocotea porosa (Nees & Mart.) Barroso
- Ocotea porphyria (Griseb.) van der Werff
- Ocotea praetermissa van der Werff
- Ocotea producta (C.K. Allen) Rohwer
- Ocotea prunifolia Rusby
- Ocotea pseudopalmana W.C.Burger
- Ocotea puberula (Rich.) Nees
- Ocotea pulchella (Nees & Mart.) Mez
- Ocotea pullifolia van der Werff
- Ocotea purpurea (Mez) van der Werff
- Ocotea quixos (Lam.) Kosterm.
- Ocotea racemiflora Lundell
- Ocotea racemosa (Danguy) Kosterm.
- Ocotea raimondii O.C. Schmidt
- Ocotea regeliana (Meisn.) Mez
- Ocotea reticularis (Britton & P. Wilson) A. H. Liogier
- Ocotea revoluta Moldenke
- Ocotea rhodophylla Vicent.
- Ocotea rhytidotricha Rohwer
- Ocotea riedelii (Meisn.) Mez
- Ocotea rigens (Nees & Mart.) Rohwer
- Ocotea rigidifolia Kosterm.
- Ocotea rivularis Standl. & L.O. Williams
- Ocotea roseopedunculata van der Werff
- Ocotea rotundata van der Werff
- Ocotea rovirosae Lorea-Hern. & van der Werff
- Ocotea rubriflora Mez
- Ocotea rubrinervis Mez
- Ocotea rufescens van der Werff
- Ocotea rufovestita Ducke
- Ocotea rugosa van der Werff
- Ocotea salvadorensis (Lundell) van der Werff
- Ocotea salvinii Mez
- Ocotea sambiranensis van der Werff
- Ocotea sanariapensis Lasser
- Ocotea sandwithii Kosterm.
- Ocotea sarcodes Lorea-Hern.
- Ocotea sassafras (Meisn.) Mez
- Ocotea sauroderma Lorea-Hern.
- Ocotea scabrella van der Werff
- Ocotea scandens Kosterm.
- Ocotea schomburgkiana (Nees) Mez
- Ocotea schottii (Meisn.) Mez
- Ocotea schwackeana Mez
- Ocotea semicompleta (Nees & Mart.) Mez
- Ocotea sericea Kunth
- Ocotea serrana Coe-Teix.
- Ocotea sessiliflora Kosterm.
- Ocotea sieberi (Meisn.) Hemsl.
- Ocotea silvae Vattimo
- Ocotea silvestris Vattimo
- Ocotea sinaiana Vattimo
- Ocotea sinuata (Mez) Rohwer
- Ocotea smithiana O.C. Schmidt
- Ocotea sodiroana Mez
- Ocotea spectabilis (Meisn.) Mez
- Ocotea spixiana (Nees) Mez
- Ocotea splendens (Meisn.) Baill.
- Ocotea sprucei (Meisn.) Mez
- Ocotea squarrosa (Nees) Mez
- Ocotea staminea (Griseb.) Mez
- Ocotea standleyi C.K. Allen
- Ocotea stenoneura Mez & Pittier
- Ocotea strigosa van der Werff
- Ocotea stuebelii Mez
- Ocotea subalata Lundell
- Ocotea subrutilans Mez
- Ocotea subterminalis van der Werff
- Ocotea sulcata Vattimo-Gil
- Ocotea sylvatica (Meisn.) Mez
- Ocotea tabacifolia (Meisn.) Rohwer
- Ocotea tampicensis (Meisn.) Hemsl.
- Ocotea tarapotana (Meisn.) Mez
- Ocotea teleiandra (Meisn.) Mez
- Ocotea tenella A.C. Sm.
- Ocotea tenera Mez & Donn.Sm.
- Ocotea tenuiflora (Nees) Mez
- Ocotea terciopelo C.K.Allen
- Ocotea tessmannii O.C. Schmidt
- Ocotea thouvenotii (Danguy) Kosterm.
- Ocotea tillettsiana C.K.Allen
- Ocotea tomentella Sandwith
- Ocotea tomentosa van der Werff
- Ocotea tonduzii Standl.
- Ocotea tonii (Lundell) van der Werff
- Ocotea trianae Rusby
- Ocotea trichantha Baker
- Ocotea trichophlebia Baker
- Ocotea trinidadensis Kosterm.
- Ocotea tristis (Nees & Mart.) Mez
- Ocotea truncata Lundell
- Ocotea tsaratananensis van der Werff
- Ocotea tubulosa Lasser
- Ocotea ucayalensis O.C. Schmidt
- Ocotea urbaniana Mez
- Ocotea usambarensis Engl.
- Ocotea uxpanapana T. Wendt & van der Werff
- Ocotea vaccinioides (Meisn.) Mez
- Ocotea vaginans (Meisn.) Mez
- Ocotea valerioana (Standl.) W.C.Burger
- Ocotea valerioides W.C. Burger
- Ocotea vanderwerffii (Kosterm.) van der Werff
- Ocotea variabilis (Nees) Mez
- Ocotea velloziana (Meisn.) Mez
- Ocotea velutina (Nees) Mart. ex B.D.Jacks.
- Ocotea venosa Gleason
- Ocotea veraguensis (Meisn.) Mez
- Ocotea verapazensis Standl. & Steyerm.
- Ocotea verruculosa (Meisn.) Mez
- Ocotea verticillata Rohwer
- Ocotea viburnoides Mez
- Ocotea villosa Kosterm.
- Ocotea virgultosa Mart. ex Mez
- Ocotea viridiflora Lundell
- Ocotea weberbaueri Mez
- Ocotea whitei Woodson
- Ocotea wrightii (Meisn.) Mez
- Ocotea wurdackiana C.K.Allen
- Ocotea xanthocalyx (Nees) Mez
- Ocotea yutajensis C.K.Allen
- Ocotea zahamenensis van der Werff
- Ocotea zoque Lorea-Hern.